# Saison 6 de Caïn
Chronologie
Saison 5 Saison 7
Cet article présente les épisodes de la sixième saison de la série télévisée Caïn.

## Distribution

### Acteurs principaux
- Bruno Debrandt : Capitaine Frédéric « Fred » Caïn
- Julie Delarme : Commandant Lucie Delambre
- David Baiot : Lieutenant Aimé Legrand
- Smadi Wolfman : Dr Elizabeth Stunia
- Mourad Boudaoud : Lieutenant Borel

### Acteurs récurrents
- Brice Hillairet : Le juge Mirabeau
- Anne Suarez : Gaëlle
- Delphine Théodore : Tina Verde
- Davy Sanna : Ben

## Liste des épisodes

### Épisode 1:Témoin aveugle
- France : 16 mars 2018 sur France 2

- Bruno Solo
- Laurent Orry
- Barbara Greene

### Épisode 2:À revers
- France : 16 mars 2018 sur France 2

- Julie Debazac : Mélanie Manoukian
- Arthur Orcier : Seb Olienski
- Crystal Shepherd-Cross : Janet Stinson
- Isabelle Coste : Alice Olienski
- Delphine Rouffignac : Zoé Olienski
- Chamir Soulaiman : Drissa
- Eric Pessey : Damien

### Épisode 3:Jardin secret
- France : 23 mars 2017 sur France 2

- Frédéric Diefenthal : Renaud Maurin
- Géraldine Loup : Mathilde Maurin
- Antoine Oppenheim : Adrien Somano
- Georges Daaboul : Kerem
- Frédéric Largier : Maître Bonnot Muletti

### Épisode 4:Bang bang
- France : 23 mars 2018 sur France 2

- Bruno Slagmulder : Jean-Philippe Cortez
- Éric Bougnon : Tarace
- Marion Koen : Béatrice Cortez
- Laurent Bariohay : Fishbone
- Laetitia Rosier : Cheyenne
- Geoffrey Mandon : La Tuile
- Goobi : Croc
- Thierry Eckmans : Marteau
- Olivier Corcolle : Lieutenant Tarace
- Arsène Conrad : Paul Cortez
- Richard Guedj : Le prêtre

### Épisode 5:Sur les quais - Première partie
- France : 30 mars 2017 sur France 2

### Épisode 6:Sur les quais - Deuxième partie
- France : 30 mars 2018 sur France 2

### Épisode 7:Fenêtre sur chambre
- France : 6 avril 2018 sur France 2

### Épisode 8:Une histoire de famille
- France : 6 avril 2018 sur France 2

### Épisode 9:L'Œuvre de Dieu, la part du diable
- France : 13 avril 2017 sur France 2

### Épisode 10:Les Fantômes du passé
- France : 13 avril 2018 sur France 2